# Gelle
Gelle (szlovákul Holice, korábban Holice na Ostrove) község Szlovákiában, a Nagyszombati kerületben, a Dunaszerdahelyi járásban. Beketfa, Csallóközpósfa, Egyházgelle és Ógelle 1940. évi egyesítéséből keletkezett. Egyházilag a Pozsonyi főegyházmegye Somorjai esperességéhez tartozik.

## Fekvése
Dunaszerdahelytől 9 km-re nyugatra fekszik. Beketfa, Cséfalva, Csentőfa, Kisbudafa, Nagybudafa, Csallóközpósfa, Ógelle, Egyházgelle falurészek alkotják. Egyház-önkormányzatilag Dunakisfalud, Kislúcs, Nagylúcs és Sárosfa tartozik hozzá.

## Története
1245-ben említi először oklevél Gala néven. 1253-ban királyi udvarnokok falujaként Pozsony várának tartozéka volt, ekkor említi először oklevél a falu templomát is, amely Szent Péter és Pál apostoloknak volt szentelve. 1328-ban Gelle szabadalmakat kapott, jobbágyai minden adótól és szolgálattól mentesültek. Az ún. gellei szék önálló közigazgatási egység volt úriszékkel. Hunyadi Mátyás a térség központi településének, Egyházgellének városi rangot adott, majd 1524-ben II. Lajos tovább terjesztette ki a székhez tartozó falvak szabadalmait. 1533-ban Egyházgelle királyi birtok 4 portával, az egyház 5 portával rendelkezett. 1599-től a Pálffy család birtoka.
Fényes Elek szerint „Gelle (Egyház), magyar falu, Pozsony vmegyében, a Somorjából, Szerdahelyre vivő országutban, ut. p. Somorjától 5 fertálynyira. Magos két tornyú temploma igen régi épület. Számlál 170 kath., 1 evang., 16 zsidó lak. Földje termékeny; legelője elég; rétje, fája, felette kevés. F. u. a gr. Pálffy család senioratusa, de a helybéli plébános is szép részt bir benne.”
A mai Gelle Egyházgelle, Ógelle, Beketfa és Csallóközpósfa 1940-es egyesítésével keletkezett, melyhez később Cséfalva, Csentőfa, valamint Kis- és Nagybudafa községeket is hozzácsatolták.

## Népessége
| Év:            | 1994. | 2004.   | 2014.   | 2024.    |
| -------------- | ----- | ------- | ------- | -------- |
| Emberek száma: | 1813  | 1825    | 1945    | 2143     |
| Eltérés:       |       | +0,66 % | +6,57 % | +10,17 % |

| Év:            | 2023. | 2024.   |
| -------------- | ----- | ------- |
| Emberek száma: | 2155  | 2143    |
| Eltérés:       |       | -0,55 % |

2011-ben 1897 lakosából 1694 magyar, 184 szlovák volt.
2021-ben 2144 lakosából 1750 (+45) magyar, 351 (+42) szlovák, (+2) ruszin, 17 (+7) egyéb és 26 ismeretlen nemzetiségű volt.

## Neves személyek
- A 16. században Csepreghy Jakab volt Egyházgelle plébánosa, később esztergomi kanonok. A Pozsonyi Káptalan levéltárában őrzik egyetlen művét, a „Szent beszédek latinul” kéziratot.
- Beketfán született 1659-ben Alló Imre magyar jezsuita tanár, hitszónok, vértanú.
- 1873-ban Egyházgellén volt segédlelkész Kudora János római katolikus esperes-plébános.
- Gellében szolgált Schnausz György (1804–1878) kurtakeszi alesperes.
- Csallóközpósfán született Bognár Gergely szentszéki tanácsos, esztergomi kanonok
- 1905. április 29-én Kisbudafán született Mészáros István címzetes kanonok, zselízi esperes plébános, aki 1958. január 16-án Zselízen halt meg. Sírja a csallóközpósfai temetőben található.
- Egyházgelléről származott a világhírű Estée Lauder amerikai cégalapító apja, Mentzer Max(imilián).
- Beketfáról származik Zirig Árpád, felvidéki magyar költő, író, pedagógus.
- Ógellén él és alkot Gódány Sándor nemzetközileg elismert képzőművész.
- Pósfán élt 2024-ben bekövetkezett haláláig Kovács László tanár, tankönyvíró, helytörténész, Magyar Arany Érdemkereszt díjazottja és felesége, született Kállay Zsuzsanna pedagógus, énekkarvezető. Mindketten Gelle község díszpolgárai.

## Nevezetességei
- Szent Péter és Szent Pál római katolikus temploma román stílusban épült, először 1253-ban említi oklevél. A 14. század utolsó harmadában gótikus stílusban átépítették, a 17. században reneszánsz stílusban alakítottak rajta. Eredeti jellegéből sokat megőrzött.
- A templom nyugati bejáratához került áthelyezésre 1930 körül a beketfai Mórocz család által készíttetett késői reneszánsz Immaculata-szobor, amely 1689-ben készült.
- Beketfa egykori várkastélyából mára csak két romos gazdasági épület maradt.
- Gellei imakönyv (18. század)
- Nagybudafán a nagybudafai Vermes család kastélya áll, nem messze tőle pedig a kastélyhoz tartozó egykori tölgyes park („Nagy kert”) található.
- Egyházgelle határában (Forrás domb) található a régi zsidó temető, amelyet 1884-ben alakított ki a helyi zsidó közösség. A temető évtizedekig elhanyagolt állapotban volt. 2016. július 3-án adták át újra.

## Történelmi említések
1786
"Gelle, két magy. helység Pozsony vm.-ben, a Csallóközben. 1) Egyházgelle, mezőváros 1 mfd. Szerdahelytől Ny-DNy-ra. Katolikus templom. 2) Ógelle 1¼ mfd. Szerdahelytől DNy-ra."
1796-1799
"Egyház Gelle. Magyar Mező Város Posony Vármegyében, földes Ura G. Pálfy Uraság, és a Plébánus, lakosai katolikusok, fekszik a Csalóközben, Szerdahelytől egy mértföldnyire, Beketfához, és Pósfához közel, határja két nyomásbéli, tiszta búzát, és rozsot terem, réttye nincs, piatza Somorján."
1851
"Gelle (Egyház), magyar falu. Pozsony vmegyében, a Somorjából, Szerdahelyre vivő országútban, ut. p. somorjától 5 fertálynyira. Magos két tornyú temploma igen régi épület. Számlál 170 kath., 1 evang., 16 zsidó lak. Földje termékeny; legelője elég; rétje, fája kevés. F. u. a gr. Pálffy család senioratusa, de a helybéli plébánus is szép részt bir benne."
1900
Egyházgelle, alsócsallóközi magyar kisközség, 38 házzal és 295 róm. kath. vallású lakossal. E község 1253-ban Galla néven a pozsonyi vár tartozéka. 1328-ban Miklós pozsonyi gróf és főispán a gelle udvarnokok kérésére ezek jobbágyait mindennemű adózás és szolgálat alól fölmenti. Több csallóközi faluval együtt Sedes Gelle néven külön érseki széket alkotott, melynek Mátyás király 1466-ban szabadalmakat adott; 1524-ben II. Lajos is a gelle érseki szék adóját leszállította. Az 1553-iki portális összeírásban királyi birtokként szerepel, melynek négy portája van; plébánosa öt porta után fizetett adót. A mult század elején a Pálffy-féle szeiorátus bírta. Temploma már 1320-ban szerepel és Csallóköz egyik legrégibb és legérdekesebb műemléke, mert rajta a román és gót építészeti formák majdnem teljes épségükben láthatók. A templomban van Törös János és neje Beketfalvi Morócz Zsuzsánna sírboltja. Ide tartozik Nádaslak és Enyed puszta. Ez utóbbi már 1717-ben szerepel, a mikor Enyedi Boldizsár itteni birtokát Maholányi Antalnak adja el. A községben van posta, távírója és vasúti állomása pedig Patony.

## Galéria

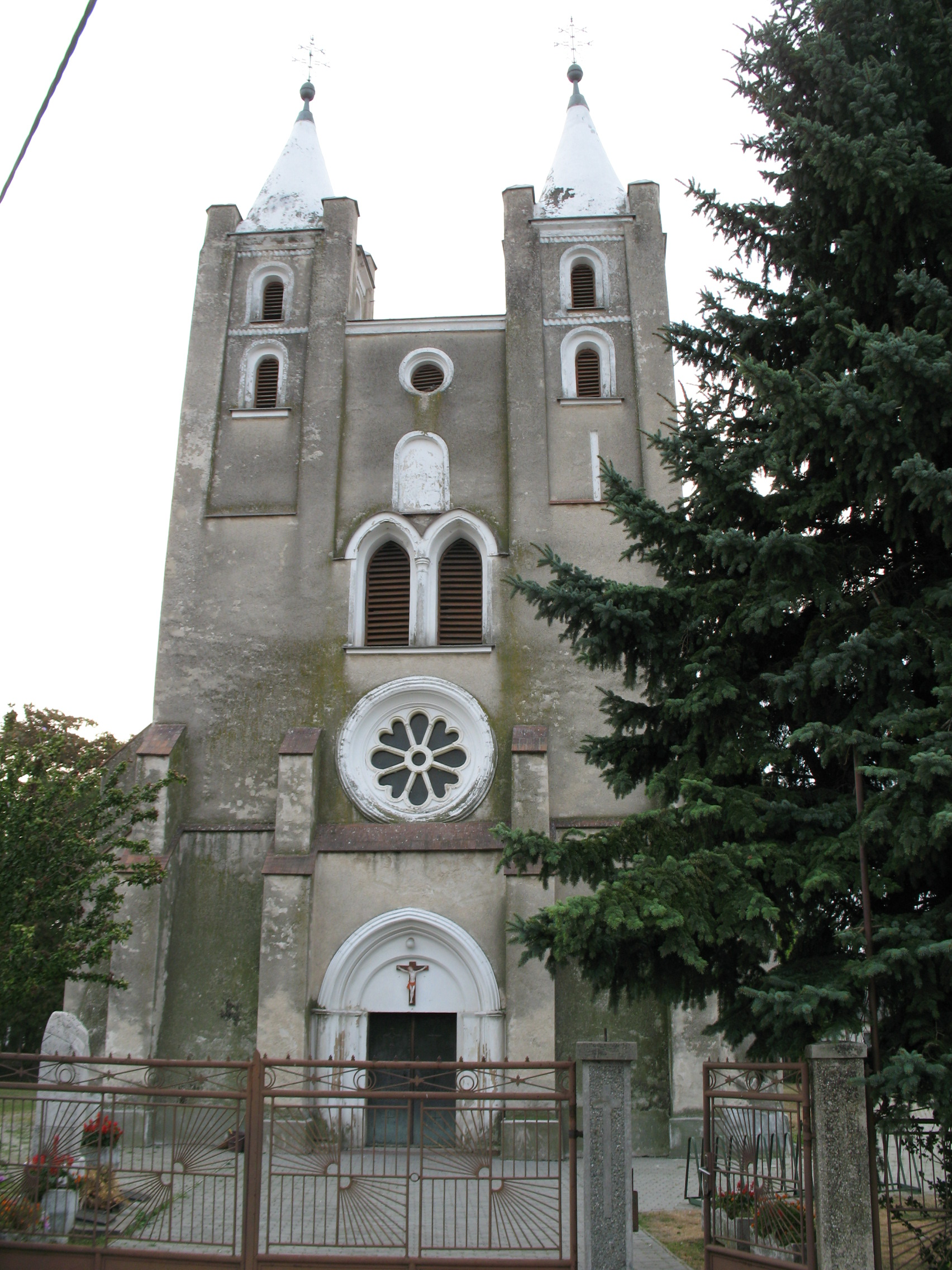
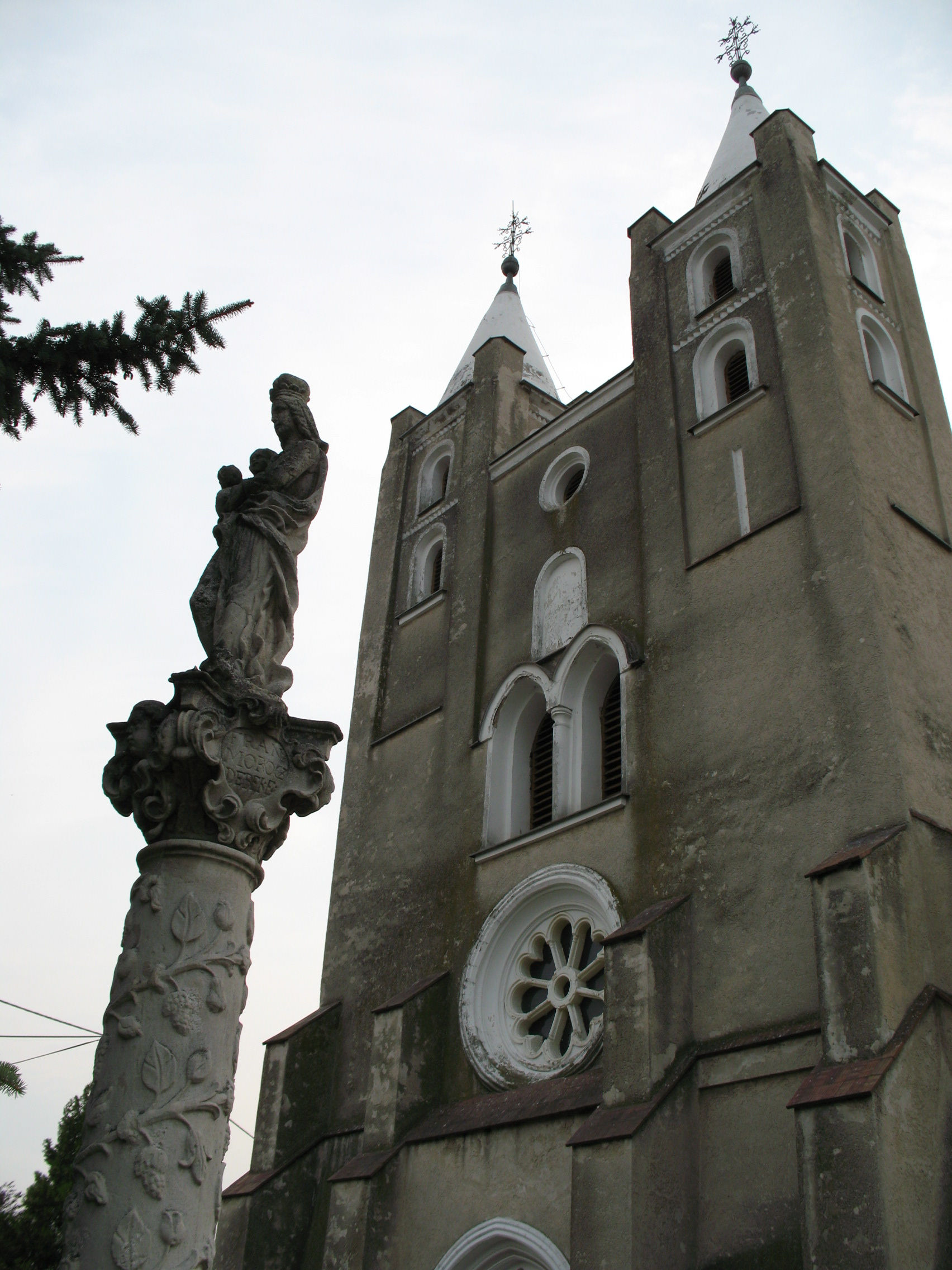
Templom az Immaculata-szoborral
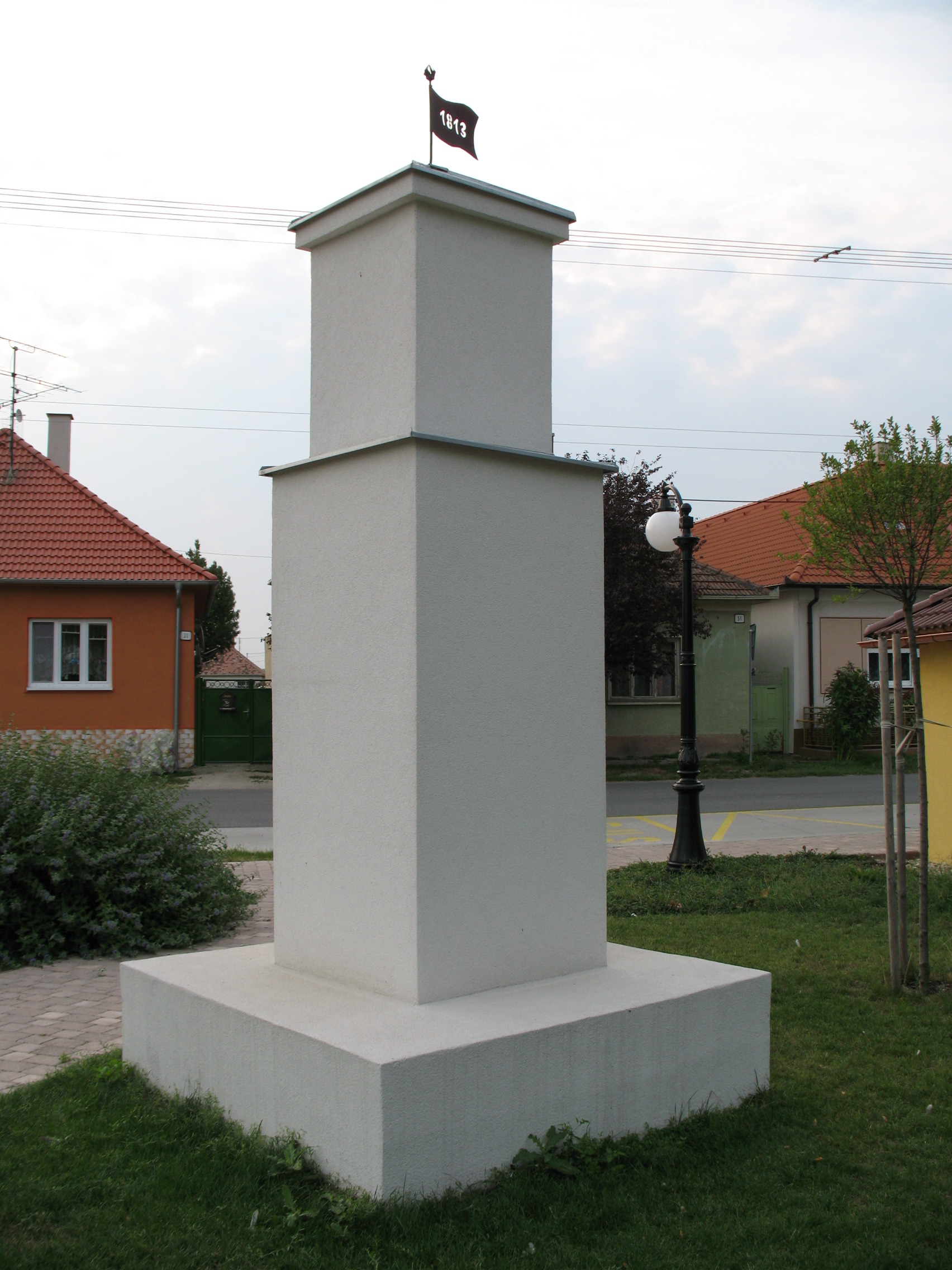
Vásári hirdetőoszlop
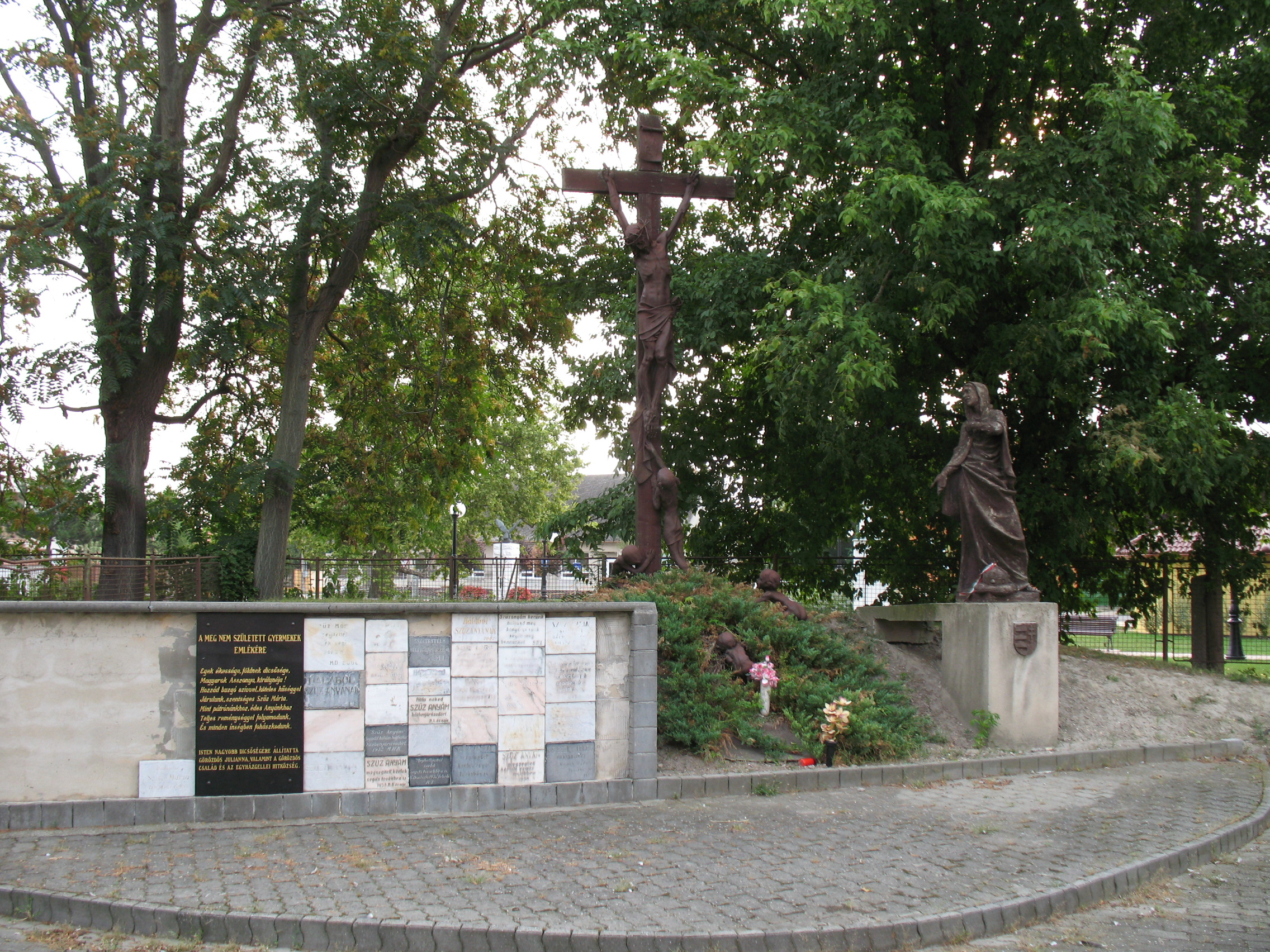
Meg nem született gyermekek emlékműve
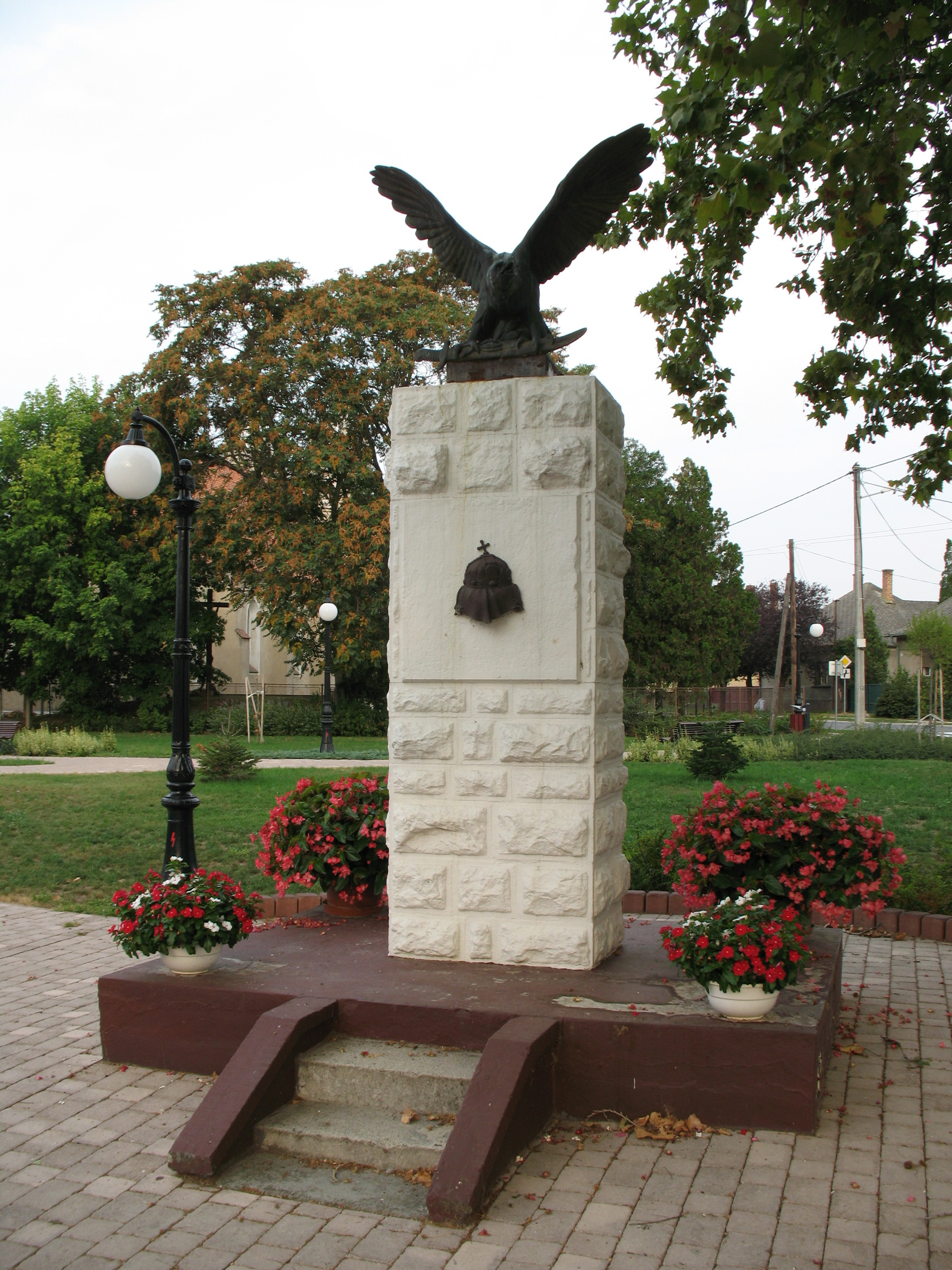
Turul-emlékmű
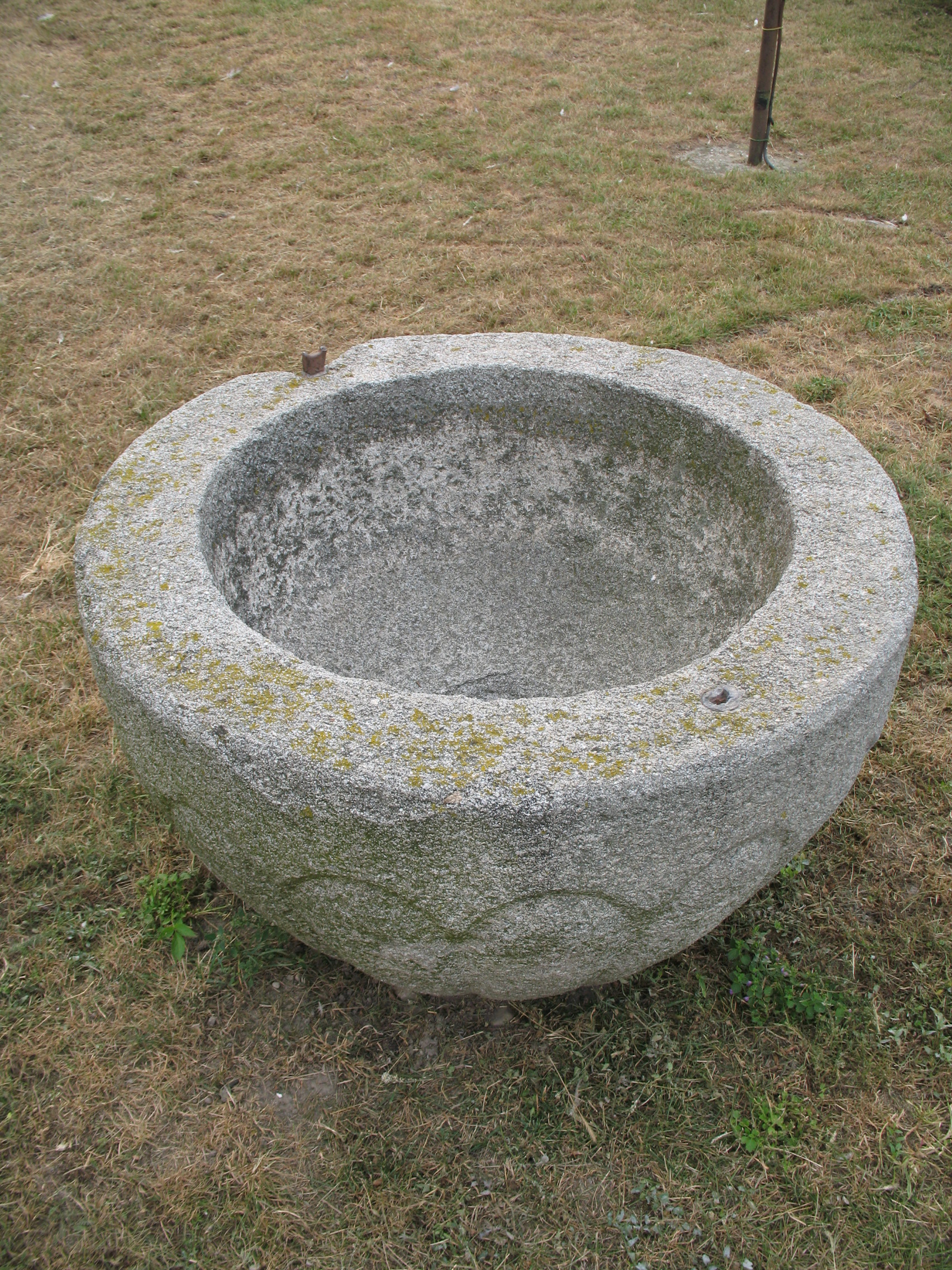
Keresztelőmedence
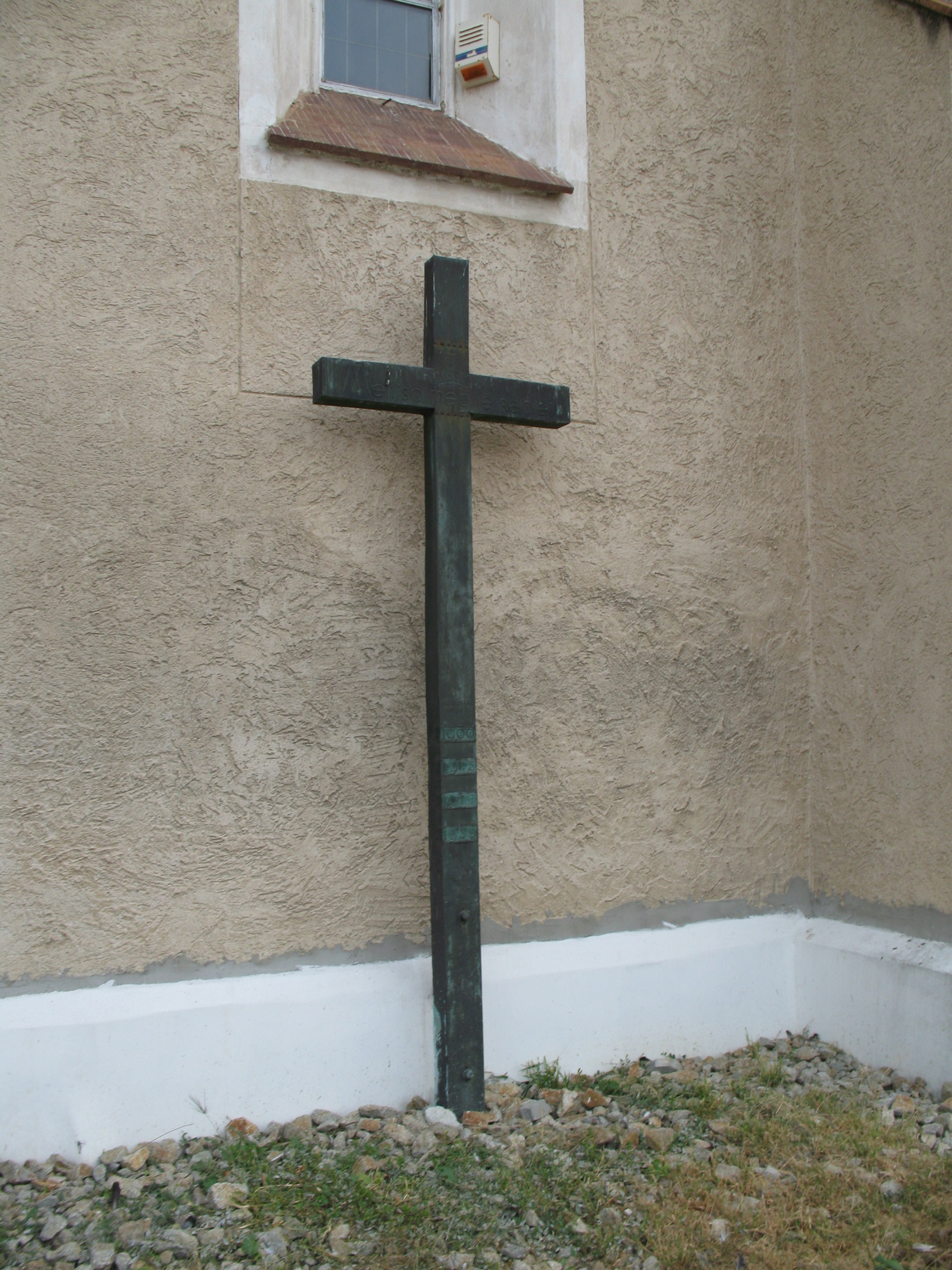
Missziós kereszt
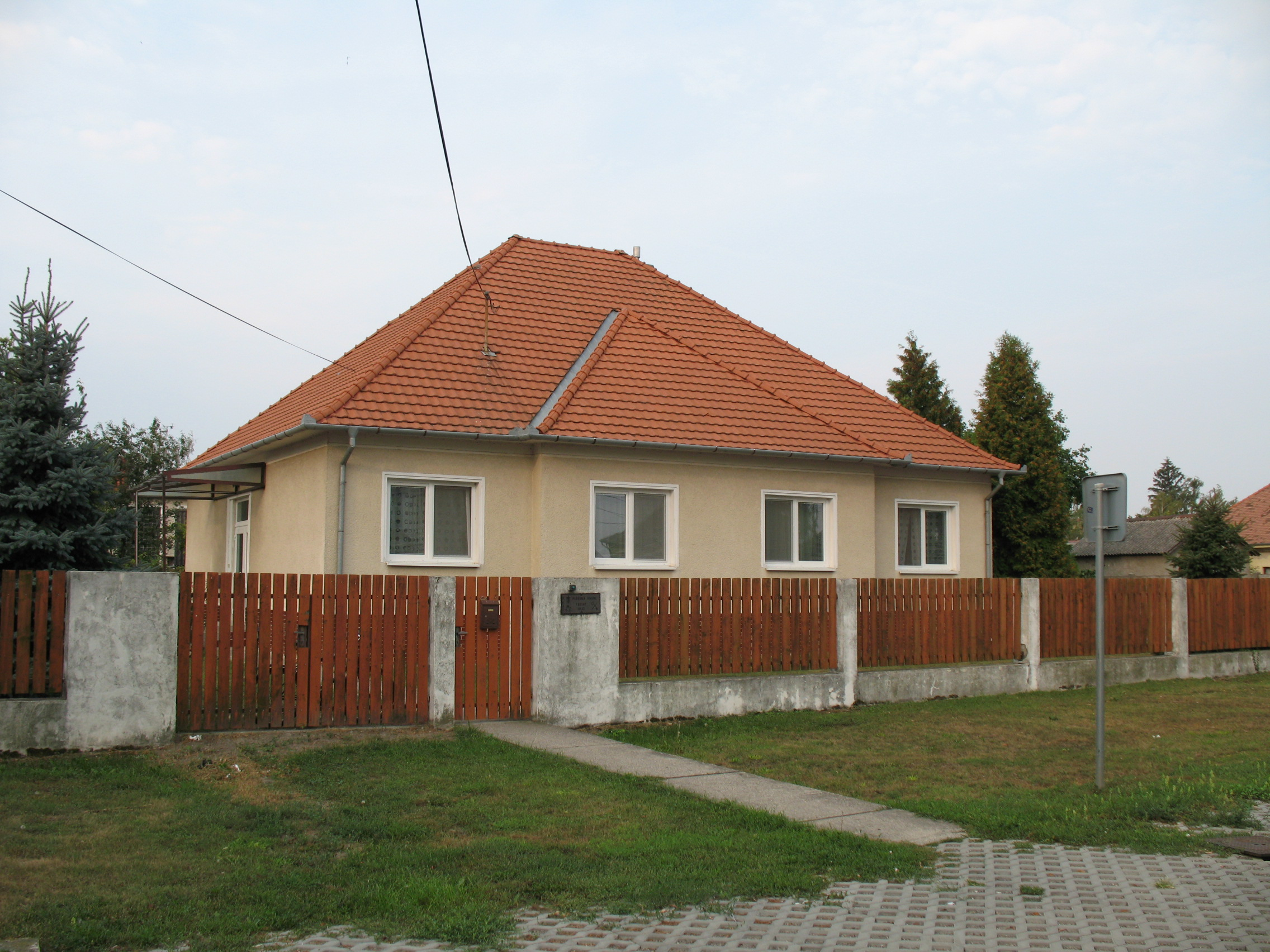
Plébánia
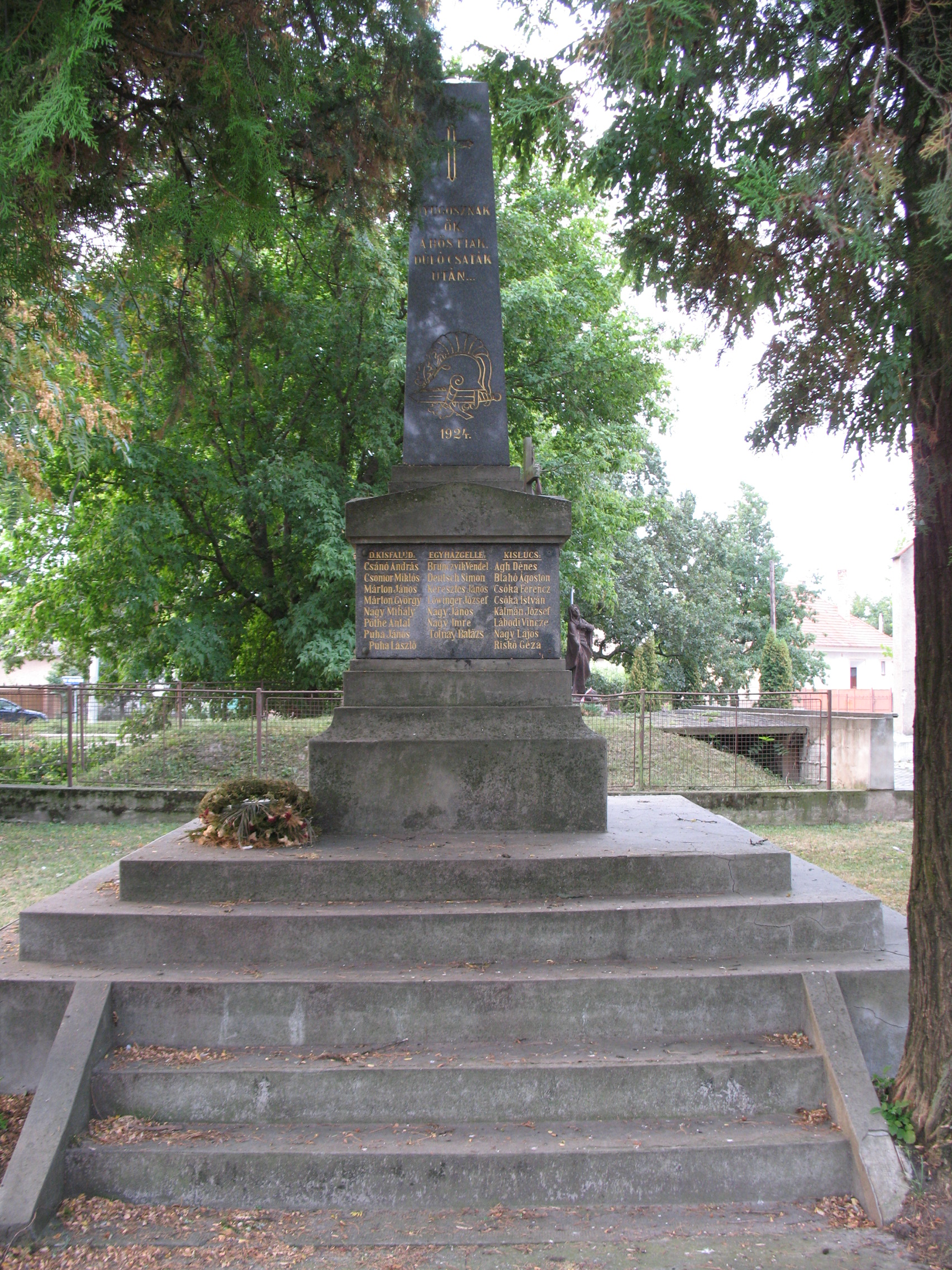
Első világháborúban elesettek emlékműve
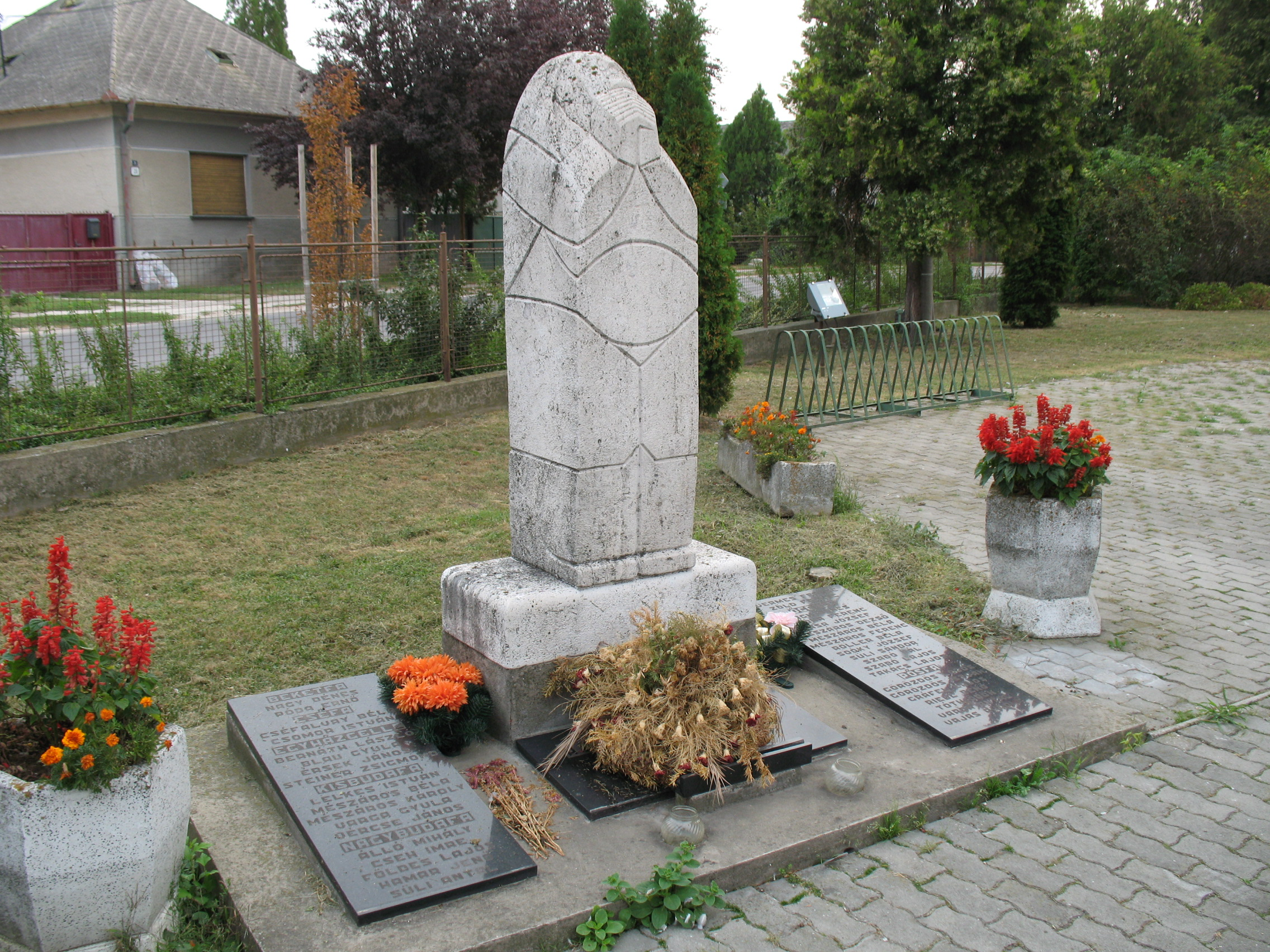
Második világháborúban elesettek emlékműve